# Stadthaus (Krefeld)

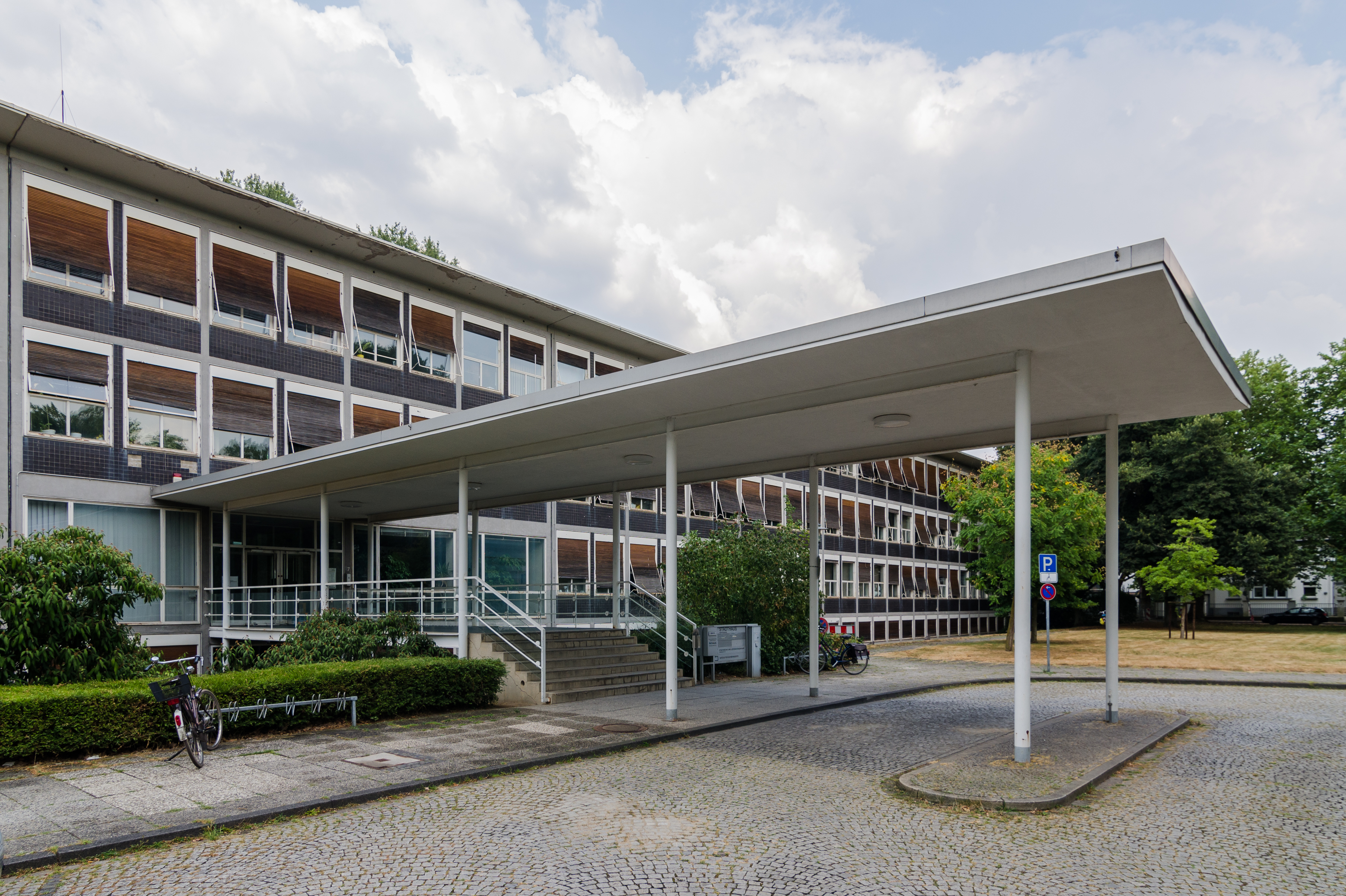
Eingang des Flachbaus mit dem markanten Vordach

Das Stadthaus ist ein denkmalgeschütztes Bürogebäude in der nordrhein-westfälischen Stadt Krefeld. Es steht am Konrad-Adenauer-Platz im Stadtteil Kempener Feld, nordwestlich der nahegelegenen Innenstadt. Der aus zehn Gebäudeteilen bestehende Komplex wurde in den 1950er Jahren von Egon Eiermann in zwei Bauabschnitten errichtet. Besonders markant sind dabei der südliche dreigeschossige Flachbau sowie das Hochhaus. Das Stadthaus gilt als überregional bedeutendes Werk der deutschen Nachkriegsarchitektur.
Ursprünglich als Verwaltungs- und Lagergebäude für das Seidenweberei-Unternehmen VerSeidAG erbaut, beherbergt es heute nur noch einige wenige Abteilungen der Stadt Krefeld. Das Stadthaus ist mittlerweile stark sanierungsbedürftig und daher in weiten Teilen nicht mehr nutzbar. Eine Modernisierung wurde durch den Stadtrat in 2017 beschlossen, jedoch aufgrund hoher Sanierungskosten und fehlender ÖPP-Partner noch nicht begonnen.

## Geschichte
Das Stadthaus wurde ursprünglich als Verwaltungs- und Lagergebäude für die Vereinigte Seidenweberei Aktiengesellschaft, kurz VerSeidAG, errichtet. Diese gründete sich 1920, nachdem sich verschiedene Krefelder Textilbetriebe durch den Ersten Weltkrieg in wirtschaftlichen Schwierigkeiten befanden. Zuvor war die Seidenstoffproduktion insbesondere im 19. Jahrhundert der wichtigste Wirtschaftsfaktor Krefelds, die auch unter dem Titel „Samt- und Seidenstadt“ bekannt war. Die Leitung der VerSeidAG übernahmen die Industriellen Hermann Lange und Josef Esters. Sie ließen den Firmensitz mitsamt der Fabrikation zwischen 1931 und 1939 in Teilen vom Architekten Ludwig Mies van der Rohe im sog. Bauhausstil wenige hundert Meter nördlich des Stadthauses an der Girmesgath (zuvor Johannes-Blum-Straße) erbauen. Der architektonisch bedeutende Gebäudekomplex wurde im Zweiten Weltkrieg stark beschädigt und erst in den 1960er Jahren wieder aufgebaut.
Das neue Verwaltungsgebäude wurde im Norden des Konrad-Adenauer-Platzes (zuvor Bissingplatz) und östlich an der Girmesgath errichtet. Im Südosten und Südwesten fasste die ehemalige Husarenkaserne das große, unbebaute Grundstück der Verseidag ein. An dieser Stelle war bereits zwischen 1937 und 1938 von Ludwig Mies van der Rohe ein repräsentatives Verwaltungsgebäude für die VerSeidAG entworfen worden. Dieses Projekt wurde jedoch wegen des aufziehenden Krieges nicht realisiert. Nach dem Zweiten Weltkrieg wurde Egon Eiermann damit beauftragt, den Entwurf für das neue Verwaltungsgebäude der Verseidag zu fertigen. Egon Eiermann war einer der bedeutendsten Architekten der deutschen Nachkriegszeit. Die Planungsphase begann bereits um 1950/1951. Es entstand ein zehnteiliger Gebäudekomplex, der in zwei Bauabschnitten ausgeführt wurde. Von 1953 bis 1954 wurde mit dem Flachbau der südlichste Gebäudeteil des Komplexes errichtet, in den beiden darauffolgenden Jahren wurde das dahinter befindliche Hochhaus erbaut, das über einen gläsernen Verbindungsgang mit dem Flachbau verbunden ist. Diese beiden Baukörper sind die zentralen und markanten Teile des Gebäudeensembles. 1970 geriet die VerSeidAG in wirtschaftliche Schwierigkeiten und verkaufte in 1977 das Bauwerk. Es wurde von der Stadt Krefeld erworben und bis 1982 in ein städtisches Verwaltungsgebäude umgebaut.
Das Stadthaus wurde in den 2000er Jahren unter der Nummer 836 als Baudenkmal in die Denkmalliste der Stadt Krefeld eingetragen. Zum Umfang des Denkmals gehören mit dem Flachbau, dem Glasgang, dem Treppenturm, dem Hochhaus sowie der Rampe die fünf südlichsten zusammenhängenden Gebäudeteile. In der Begründung wurde die überregionale baugeschichtliche Bedeutung des Eiermann-Baus hervorgehoben. Dass die Idee der modernen Architektur in Krefeld auch nach dem Zweiten Weltkrieg fortgeführt wurde, die bekanntlich bereits in den 1920er und 1930er Jahren in Form des Neuen Bauens vereinzelt durch die der Moderne zugewandte Industrielle umgesetzt wurde, ist in der Fortführung bemerkenswert.
Mangels grundlegender Renovierungen ist das Gebäude mittlerweile sanierungsbedürftig, so dass auch ein Abriss diskutiert wurde. Der Stadtrat entschied sich 2011 aus Kostengründen für den Erhalt des Stadthauses als städtisches Bürogebäude. Wegen technischer Probleme mussten 2014 das Hochhaus komplett und der Flachbau teilweise freigezogen werden. Daneben ist die Substanz der Gebäudehülle, der Fenster und der Innenausbau sowie der gesamte Brandschutz in mangelhaftem Zustand. Planungen für eine zeitgemäße, auch dem Denkmalschutz entsprechende Instandsetzung des Gebäudekomplexes legte die Stadt Krefeld bis 2016 vor. Sie plante für die Grundsanierung Kosten in Höhe von 63,15 Millionen Euro ein. Zuletzt wurde 2018 ein Konflikt zwischen der Stadt Krefeld, die das Gebäude in größerem Maße in Anlehnung an das Original sanieren will, und dem LVR-Amt für Denkmalpflege im Rheinland bekannt. Der LVR steht für die Rettung der Originalsubstanz, hierzu fehlen in den städtischen Planungen jedoch die entsprechenden Unterlagen. Durch diesen Konflikt wird der veranschlagte Beginn der Baumaßnahmen gefährdet.
Im Sommer 2021 wurde eine Verkaufsofferte der Stadt Krefeld veröffentlicht, und 2023 wurde der Verkauf des Gebäudes bekanntgegeben. Die Stadt Krefeld verkaufte den Bau an die Krefelder Firma „renaissance Immobilien und Beteiligungen Aktiengesellschaft“, die auf die Sanierung und Wiederbelebung von besonderen Denkmalgebäuden spezialisiert ist. Das Stadthaus am Konrad-Adenauer-Platz werde zu einem internationalen Campus mit Kunstschwerpunkt.

## Beschreibung

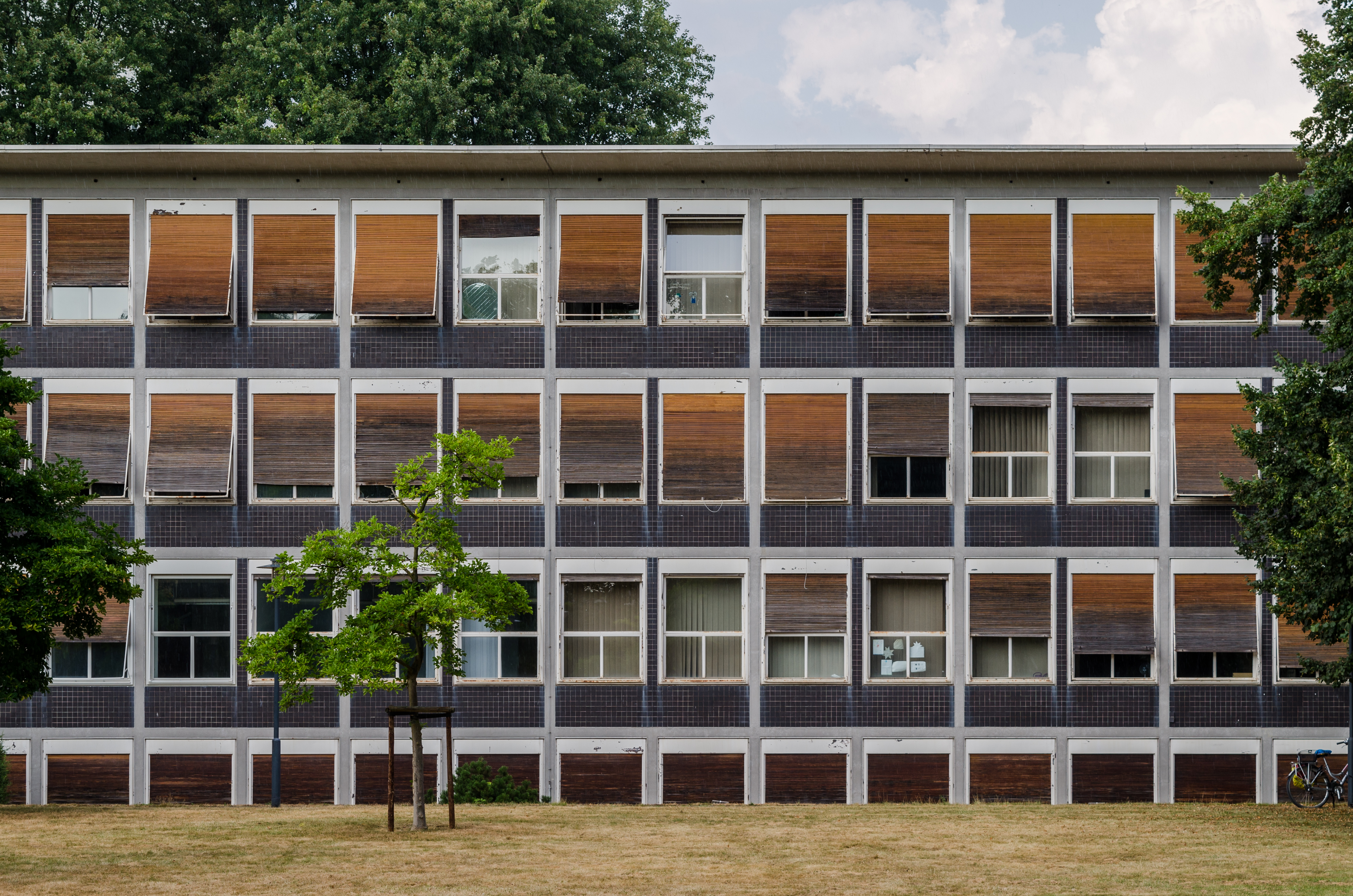
Fassadendetail des Flachbaus mit den hölzernen, ausstellbaren Rollladen

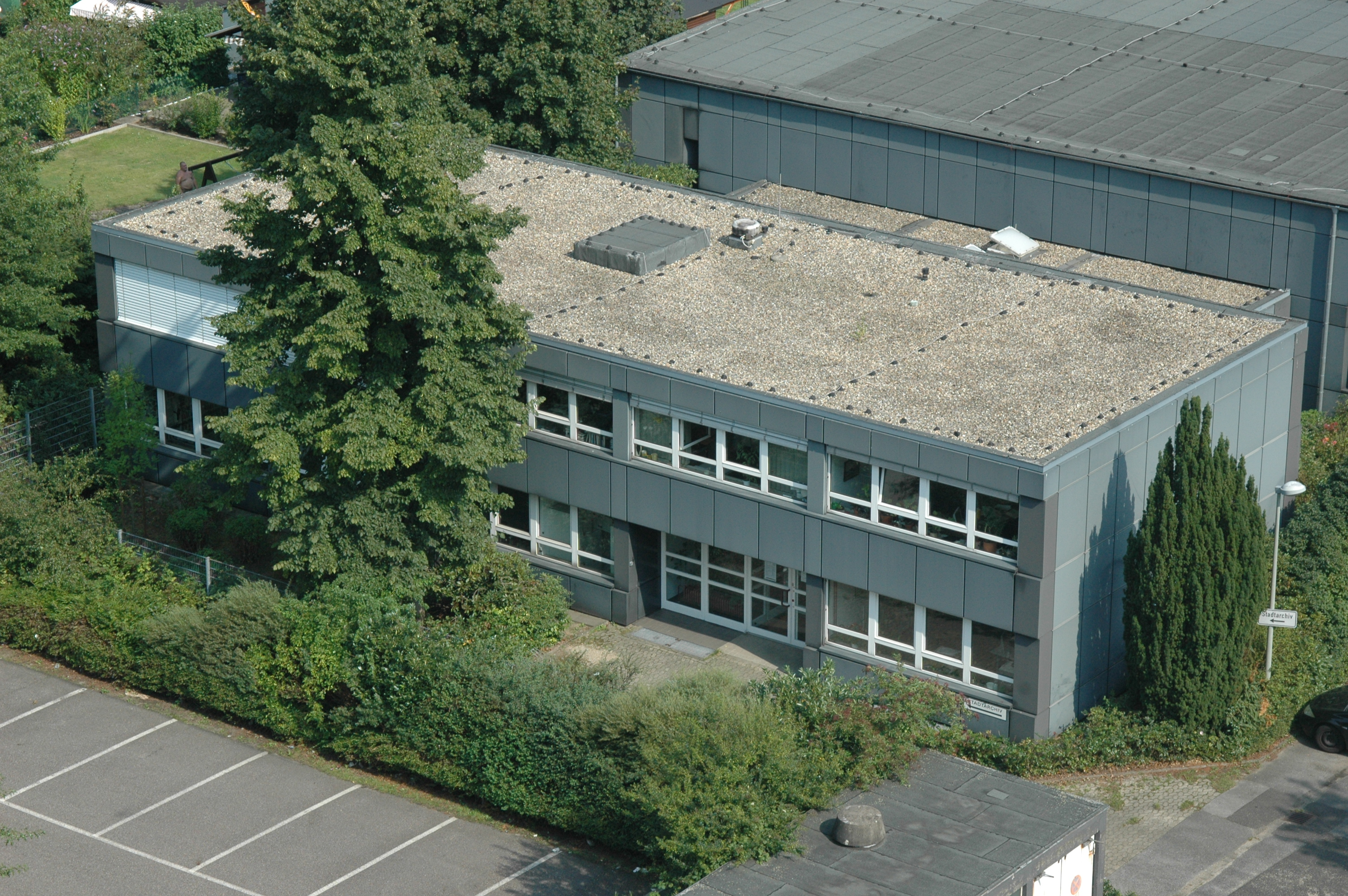
Stadtarchiv Krefeld, nördlicher Abschluss des Stadthauses

Das Gebäudeensemble des Stadthauses besteht aus zehn Gebäudeteilen. Insgesamt verfügt es über ca. 24.000 m² Brutto-Grundfläche und Arbeitsplätze für rund 700 Arbeitskräfte. Dem Konrad-Adenauer-Platz zugewandt ist der dreigeschossige, 125 Meter breite Flachbau mit seiner markanten und ausladenden Eingangsüberdachung. Es hat 376 Fenster in Stahlausführung mit Einscheibenverglasung und den auffälligen hölzernen, ausstellbaren Rollladen, die sich allesamt im Originalzustand befinden und sanierungsbedürftig sind. Nördlich des Flachbaus ist ein gläserner Verbindungsgang, der zum Treppenturm des neungeschossigen Hochhauses führt. Das Hochhaus hat ebenfalls rund 400 Fenster. Im Nordosten ist die eingeschossige sogenannte Rampe, auch Botenmeisterei, angebaut. Diese Bauten bilden den denkmalgeschützten Teil des Stadthauses.
An die Rampe schließen sich ein Verbindungsgang und das Gebäude der Technischen Dienste an. Diese wurden bereits abgerissen und durch einen parallel im Osten anschließenden Neubau, das Technik- und Dienstleistungszentrum, ersetzt. Nördlich an die Technischen Dienste schließt das Stadtarchiv der Stadt Krefeld an. Des Weiteren gibt es zwei freistehende Bauwerke auf dem Gelände: Nördlich der Rampe befindet sich ein Mülltonnenbunker, östlich des Flachbaus eine Fahrradhalle. Diese beiden Teile sind als denkmalwürdig eingestuft worden, aber nicht Teil des Baudenkmals.
Viele Bestandteile der Gebäude sind bis heute im Originalzustand erhalten. Neben den Fenstern gehören hierzu die Bodenbeläge, die Treppengeländer, die rund 300 Türen sowie die verglasten Aufzugsanlagen.